# 懷特耳平蘚
懷特耳平蘚（学名：Calyptothecium wightii）为蕨蘚科耳平蘚屬下的一个种。